# Half Moon Bay
Half Moon Bay – miasto w Stanach Zjednoczonych, w stanie Kalifornia, w hrabstwie San Mateo.